# Església de Sant Julià de Vilatorta
L'Església de Sant Julià de Vilatorta és una obra del municipi de Sant Julià de Vilatorta (Osona) inclosa en l'Inventari del Patrimoni Arquitectònic de Catalunya.

## Descripció
Es tracta d'un edifici religiós. És una església d'una sola nau amb capelles laterals a patir del presbiteri. La nau és coberta amb volta de canó damunt impostes, està dividida en tres trams marcats per motllures i al capcer hi ha òculs que donen claror al temple. Als peus hi ha el cor amb un altre òcul. La nau central es comunica amb les laterals amb columnes adossades a pilars que sostenen arcs de mig punt. Les naus laterals estan dividides en trams i les voltes són nervades de forma quatripartita amb medalló al centre.

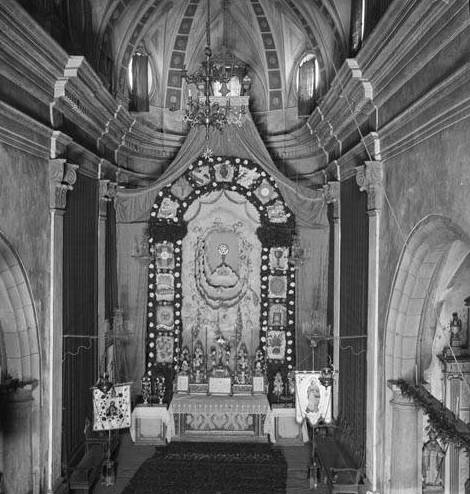
Altar major de l'església de Sant Julià (1890)

Externament s'observa l'absis a llevant, amb arcuacions i lesenes llombardes estucades i retocades, és visiblement sobre alçat i a la part superior s'obren uns òculs a la part nord, que queda entremig de cases, s'hi eleva un campanar de torre cobert de forma piramidal amb rajola vidriada verda. El capcer de la façana és sinuós, el portal és d'arc de mig punt, inscrit dins un rectangle, i al damunt s'obre una fornícula amb la imatge de Sant Julià màrtir.
A la capella lateral esquerra trobem un retaule del Roser del segle xviii d'estil barroc fet de mans de Segimon Pujol com també l'altar del Roser del segle xvii de J.Albanell i P.Costa. També trobem un retaule de Sant Isidre d'estil barroc i de Salvador del segle xvii de Ballester, Colobrans i Tor.
Situat a l'absis hi ha el retaule Major del segle XVII/XVIII de B. Ballester i S.Colobrans.
A la capella esquerra hi ha l'altar de Sant Miquel del segle XVII/XIX de B. Ballester

## Història
L'església fou consagrada pel bisbe Idalguer entorn del 910, els veïns la reedificaren a mitjans del segle xi. D'aquesta època se'n conserva part de l'absis.
L'església ha sofert modificacions successives com ho demostra el seu estil eclèctic i les diverses dates constructives que es troben en el mateix edifici: 1553, a la clau de volta a la capella lateral; 1682 a una làpida del mur nord, que respon a modificacions generals i altres dates més tardanes ja al segle xix.
L'any 1936 s'hi annexiona una capella construïda al segle anterior a la part de migdia del temple.